# Głębnik
Głębnik – potok górski w dorzeczu Odry, lewy dopływ Kobylicy płynący w całości na terenie gminy Stronie Śląskie (województwo dolnośląskie).

## Opis
Głębnik jest jednym z dwóch potoków, z których połączenia powstaje Kobylica. Jego źródła znajdują się pod grzbietem Gór Bialskich pomiędzy Czernicą a Jawornikiem Kobylicznym na wysokości ok. 970 m n.p.m. przy powyżej Kobylicznym Dukcie. Potok płynie na północ głęboko wciętą, stromą doliną, a na wysokości ok. 745 m n.p.m. łączy się z Tylnikiem.

## Budowa geologiczna
Potok płynie przez obszar zbudowany z łupków łyszczykowych oraz z różnych odmian gnejsów gnejsów gierałtowskich i gnejsów śnieżnickich – skał metamorficznych należących do metamorfiku Lądka i Śnieżnika. Potok nieuregulowany dziki. Płynie wśród lasu, brzegi w 100% zadrzewione, dno bez roślin. Potok charakteryzuje się dużymi nie wyrównanymi spadkami podłużnymi.

## Ochrona przyrody
Potok płynie przez Śnieżnicki Park Krajobrazowy.

## Turystyka
Dolinę Głębnika w górnej części przecina:
- – żółty szlak turystyczny ze Stronia Śląskiego przez Czernicę do Bielic[3]